# Dachshurst
Dachshurst ist heute ein Hof bei Eckartsweier, einem Ortsteil der Gemeinde Willstätt im Ortenaukreis in Baden-Württemberg.

## Geschichte

### Mittelalter
Die älteste erhaltene Erwähnung von Dachshurst als Dahsseshurst stammt von 1233. Dachshurst war ein kleines Dorf oder auch nur ein Hof, der als Allod den Herren von Lichtenberg gehörte. Wie es erworben wurde, ist unbekannt. Um 1330 kam es zu einer ersten Landesteilung zwischen Johann II. von Lichtenberg, aus der älteren Linie des Hauses, und Ludwig III. von Lichtenberg. Dabei fiel Dachshurst in den Teil des Besitzes, der künftig von der älteren Linie verwaltet wurde. Es war dem Amt Willstätt der Herrschaft Lichtenberg zugeordnet.
Als 1480 mit Jakob von Lichtenberg das letzte männliche Mitglied des Hauses verstarb, ging das Erbe auf seine beiden Nichten, Anna von Lichtenberg (* 1442; † 1474) und Elisabeth von Lichtenberg über. Anna hatte 1458 den Grafen Philipp I. den Älteren von Hanau-Babenhausen (* 1417; † 1480) geheiratet, der eine kleine Sekundogenitur aus dem Bestand der Grafschaft Hanau erhalten hatte, um heiraten zu können. Durch die Heirat entstand die Grafschaft Hanau-Lichtenberg. Elisabeth heiratete Simon IV. Wecker von Zweibrücken-Bitsch. Das Lichtenberger Erbe wurde zwischen ihnen geteilt. Das Amt Willstätt und damit Dachshurst wurden dabei zu einem Kondominat zwischen beiden Erben.

### Neuzeit
Unter der Regierung von Graf Philipp III. von Hanau-Lichtenberg kam es zu einer Realteilung der gemeinsamen Kondominate: Das Amt Willstätt kam ganz zur Grafschaft Hanau-Lichtenberg. Im Gegenzug gelangte das Amt Brumath ganz an Zweibrücken-Bitsch. Graf Philipp IV. von Hanau-Lichtenberg (1514–1590) führte nach seinem Regierungsantritt 1538 die Reformation in seiner Grafschaft konsequent durch, die nun lutherisch wurde. Im 17. Jh. ist Dachshurst nur noch eine Wüstung und wird als solche auch im 18. Jahrhundert erwähnt.
Nach dem Tod des letzten Hanauer Grafen, Johann Reinhard III. 1736, fiel das Erbe – und damit auch das Amt Willstätt – an den Sohn seiner einzigen Tochter, Charlotte von Hanau-Lichtenberg, Landgraf Ludwig (IX.) von Hessen-Darmstadt. Mit dem Reichsdeputationshauptschluss wurde das Amt Willstätt mit Dachshurst 1803 dem neu gebildeten Kurfürstentum Baden zugeordnet. Auf dem Gebiet der Wüstung wurde später wieder ein Hof errichtet.